# Аллах
Аллах (от арабски: الله, اللّه, اللّٰه, ﺍﷲ, Allāh) е арабската дума за „Бог“, образувана от определителния член ال al и إل ilah „бог“, т.е. „Богът“.
В арабския език Аллах няма нито род, нито множествено число. В исляма, тази дума се използва за обозначение на единствения Бог, смятан за идентичен с Бога на юдеите и християните. Арабскоговорещите евреи и християни също използват думата Аллах (даже и в Библията). И обратно – в някои преводи на Свещения Коран на български език, също се използват вместо Аллах думите Бог и Господ.

## История
По произход божеството Аллах е древносемитско. Почитано е в Северна и Централна Арабия като бог праотец и творец. По това време обаче той не е схващан като единен и единствен Бог, а като върховно божество в политеистичния пантеон на предислямската Кааба.
В арабската митология Аллах (от нарицателното ʾilāh, „бог“) е върховно божество, бог праотец, демиург, създател на човека. Като отдалечено от човека божество не покровителства никоя конкретна етническа група. Не е известно да е имал светилища.
Предполага се, че тъй като името е нарицателно за божество, то е име, използвано за замяна на свещеното (вж. Елохим и Адонай) на неизвестно ни по име божество (или божества), а по-късно е използвано и за отъждествяване с различни местни богове (вж. Хубал и Душара).

## Аллах в Исляма

### Вярата в Аллах според сунитите
Според суннитите Аллах е велик, свръхестествен, невъображаем, различен от всичко, което може да си представи човек. Затова Аллах пряко не може да бъде представен със звук, изображение и др. Ето защо, сунитите споменават „качествата“, „атрибутите“ (сифат) на Аллах. Те се делят на две групи: сифат затийа и сифат субутийа.
- Сифат затийа: Хаях, Илим, Сами', Басар, Ирадах, Кудрах, Калям, Такуин.
  - Хаях = „Аллах е жив“;
  - Илим = „Аллах знае всичко, знае какво се крие в душата на всяко същество“;
  - Сами' = „Аллах чува всичко“;
  - Басар = „Аллах вижда всичко“;
  - Ирадах = „Аллах пожелава“;
  - Кудрах = „Аллах е способен да направи всичко“;
  - Калям = „Аллах може да говори без да се нуждае от букви, звукове и др.“;
  - Такуин = „Аллах може да създава от нищото“.

- Сифат субутийа: Ууджут, Кидам, Бака, Уахданийах, Мухаляфату лил-хауадис, Кийаму бин-Нафс.
  - Ууджут = „Аллах съществува“;
  - Кидам = „Съществуването на Аллах няма начало“;
  - Бака = „Съществуването на Аллах няма край“;
  - Уахданийах = „Аллах е един“;
  - Мухаляфату лил-хауадис = „Аллах е различен от всичко, което идва на ум“;
  - Кийаму бин-Нафс = „Аллах не се нуждае от нищо“.

Освен гореизброените 13 атрибута, в Корана и в хадисите се споменават и 99-те имена на Аллах. В Корана Аллах говори за себе си на много места, но според един хадис, когато група юдеи от Медина попитала Мохамед кой е Аллах, била низпослана сура Ал-Ихлас, в която Аллах се обръща към Мохамед и му казва как да отговори на юдеите по следния начин:
| “ | 1 – 4. Кажи [о, Мохамед]: „Той е Аллах; Единствения, Аллах, Целта [на всички въжделения]! Нито е раждал, нито е роден, и няма равен Нему.“— превод Цветан Теофанов, I изд. | ” |